# Le Conquérant solitaire
Pour plus de détails, voir Fiche technique et Distribution.
Le Conquérant solitaire (titre argentin : Operación Antartida) est un film franco-argentin réalisé par Bernard Roland et sorti en 1957.

## Synopsis
Deux marins sont amoureux de la même fille. Ils partent en expédition en Antarctique et sont amenés à travailler ensemble, mais l'un d'eux se retrouve gravement blessé.

## Fiche technique
- Titre argentin : Operación Antartida
- Titre alternatif : Continente blanco
- Réalisation : Bernard Roland
- Scénario : Olga Casares Pearson, R. Martínez Peñon
- Production : Cinematografica Independencia,  Mar del Plata Films
- Genre : aventures
- Durée : 87 minutes
- Dates de sortie :
  - Argentine : 25 juillet 1957
  - Espagne : 16 janvier 1961

## Distribution
- Adolfo Almeida
- Olga Casares Pearson
- Ana María Cassan
- Luis Dávila
- Beto Gianola
- Duilio Marzio